# Фудбалска репрезентација Габона
Фудбалска репрезентација Габона је фудбалски тим који представља Габон на међународним такмичењима и под контролом је Фудбалског савеза Габона.

## Историја
Први наступ репрезентација је имала 1960. године на Мадагаскару, на турниру бивших француских колонија. Играли су против репрезентације Горње Волте (данас Буркина Фасо) којој је то такође био први наступ у историји. Године 1967. играли су квалификације за наступ на Олимпијским играма 1968., међутим поражени су од репрезентације Гвинеје. У квалификацијама за светско првентсво први пут су наступили 1990., међутим нису се нијаданпут успели квалификовати. На Афричком купу нација први пут су наступили 1994. године, а најбоље резултате остварили су 1996. и 2012.. када су стизали до четвртфинала.

## Резултати репрезентације

### Светска првенства
| Година    | Коло                  |
| --------- | --------------------- |
| 1930—1962 | Није учествовала      |
| 1966      | Повукла се            |
| 1970      | Није учествовала      |
| 1974      | Повукла се            |
| 1978—1986 | Није учествовала      |
| 1990—2022 | Није се квалификовала |
| Укупно    | 0/23                  |

### Афрички куп нација
- 1957 до 1970 – Није учествовала
- 1972 - Није се квалификовала
- 1974 - Повукла се
- 1976 - Није учествовала
- 1978 - Није се квалификовала
- 1980 - Није учествовала
- 1982 - Повукла се
- 1984 до 1992 – Није се квалификовала
- 1994 - 1 коло
- 1996 - Четвртфинале
- 1998 - Није се квалификовала
- 2000 - 1 коло
- 2002 до 2008 – Није се квалификовала
- 2010 - 1. коло
- 2012 - Четвртфинале
- 2013 - Није се квалификовала
- 2015 - 1 коло